# Dame N’Doye
Dame N’Doye (ur. 21 lutego 1985 w Thiès) – senegalski piłkarz występujący na pozycji napastnika. Brat Ousmane N’Doye.

## Kariera klubowa
N’Doye seniorską karierę rozpoczynał w 2003 roku w klubie Jeanne d’Arc. Na początku 2006 roku został graczem katarskiego Al-Sadd. Latem tego samego roku trafił do portugalskiej ekipy Académica Coimbra. W Primeira Liga zadebiutował 24 września 2006 roku w zremisowanym 2:2 pojedynku z Boavistą. W Akadémice spędził rok. W tym czasie rozegrał tam 25 spotkań i zdobył 4 bramki.
W 2007 roku N’Doye odszedł do greckiego Panathinaikosu. W greckiej ekstraklasie pierwszy mecz zaliczył 2 września 2007 roku przeciwko Olympiakosowi (0:0). 13 stycznia 2008 roku w zremisowanym 1:1 pojedynku z Olympiakosem zdobył pierwszego gola w lidze greckiej. W tym samym roku zajął z zespołem 3. miejsce w lidze. W 2008 roku N’Doye przeniósł się do innego klubu greckiej ekstraklasy, OFI 1925. Przez pół roku zagrał tam w 15 meczach i zdobył 7 goli. 
W styczniu 2009 roku podpisał kontrakt z duńskim zespołem FC København. W Superligaen pierwszy mecz zaliczył 2 marca 2009 roku przeciwko Brøndby IF (1:0). 7 marca 2009 roku w wygranym 3:0 pojedynku z Randers FC strzelił pierwszego gola w Superligaen. W 2009 oraz 2012 roku wygrał z klubem rozgrywki Pucharu Danii. W 2009, 2010 i 2011 roku zdobył z nim również mistrzostwo Danii. W 2010 roku N’Doye z 14 bramkami na koncie zajął 3. miejsce w klasyfikacji strzelców Superligaen, natomiast w 2011 i 2012 roku został królem strzelców tych rozgrywek.
Latem 2012 roku podpisał dwuletni kontrakt z Lokomotiwem Moskwa. 2 lutego 2015 roku przeszedł do Hull City. W Premier League zadebiutował 7 lutego w zremisowanym 1:1 spotkaniu z Manchesterem City, a pierwszą bramkę strzelił trzy dni później w wygranym 2:0 meczu z Aston Villą. Latem 2015 roku został piłkarzem Trabzonsporu. Pierwszy mecz w Süper Lig rozegrał 15 sierpnia 2015 roku z Bursasporem (1:0). W 2016 roku został wypożyczony do Sunderlandu, po czym wrócił do Trabzonsporu. 
W 2018 roku wrócił do FC København. W sezonie 2018/2019 zdobył czwarte w karierze mistrzostwo Danii. Latem 2020 roku N'Doye odszedł z zespołu z Kopenhagi. W 2022 uzyskał status legendy FC København.

## Kariera reprezentacyjna
W reprezentacji Senegalu N’Doye zadebiutował 17 listopada 2010 roku w wygranym 2:1 towarzyskim meczu z Gabonem.